# Bílčice
Bílčice (in tedesco Heidenpiltsch) è un comune della Repubblica Ceca facente parte del distretto di Bruntál, nella regione della Moravia-Slesia.